# Zarewez

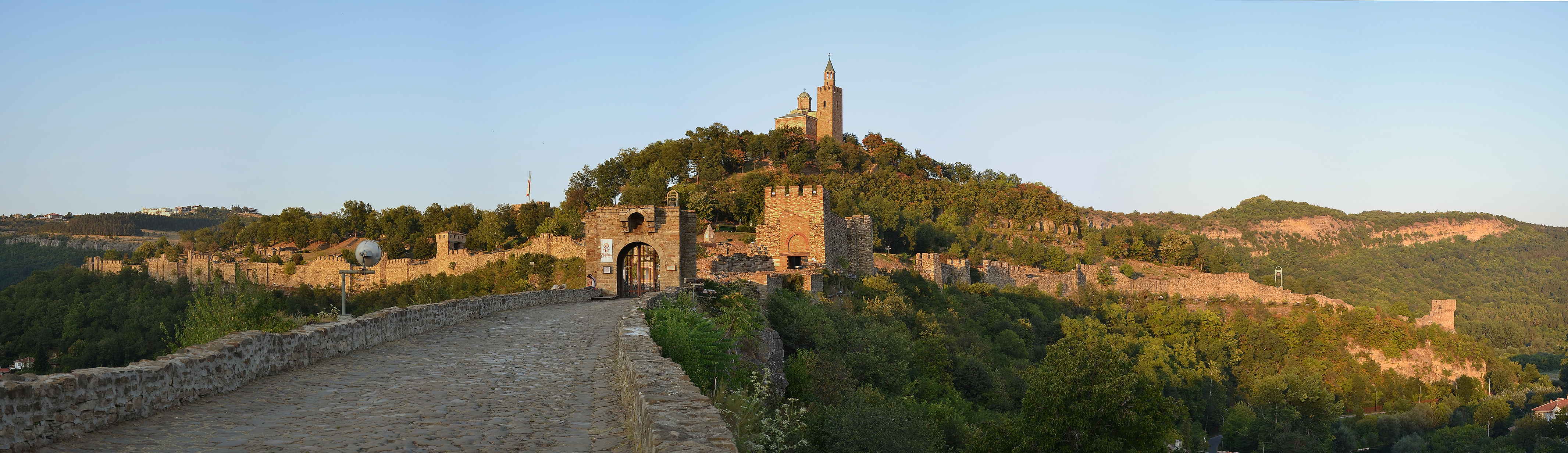
Panorama von der Festung Zarevez in Weliko Tarnowo

Die Festung Zarewez (bulgarisch Царевец) in Weliko Tarnowo liegt auf dem gleichnamigen Hügel in der einstigen Hauptstadt Bulgariens. Sie gilt als die bedeutendste Burg des Zweiten Bulgarischen Reiches.
Die Anlage ist seit 2016 Namensgeber für das Massiv Tsarevets Buttress in der Antarktis.

## Geschichte

Plan des nachmittelalterlichen Tarnowo

Der Hügel wurde im 4. Jahrhundert besiedelt und gegen Ende des 5. Jahrhunderts wurde eine byzantinische Stadt errichtet, die vorläufig Zikideva hieß. Auf deren Grundlage wurde im 12. Jahrhundert mit dem Bau der bulgarischen Festung Zarewez begonnen. Nach dem Aufstand von Vlach, Bulgarien und der Errichtung des Zweiten Bulgarischen Reiches mit seiner damaligen Hauptstadt Weliko Tarnowo wurde die Festung die wichtigste in Bulgarien. Oft wurde diese Festung verglichen mit Rom und Konstantinopel in ihrer Pracht. 1393 wurde die Festung drei Monate lang von osmanischen Streitkräften belagert, bevor sie am 17. Juli dem Untergang des bulgarischen Reiches endgültig erobert und niedergebrannt wurde.
Die Restaurierung der Festung Zarewez begann 1930 und wurde 1981 zu Ehren des 1300-jährigen Jubiläums der Gründung des bulgarischen Staates abgeschlossen.

## Komplex
Die gesamte Festung ist von dicken Mauern, die bis zu 3,6 Meter hoch sind umgeben. Die Festung hat drei Eingänge bzw. Tore. Das Haupttor, was über eine Zugbrücke verfügt befindet sich im westlichsten Teil des Hügels auf einem schmalen Felsmassiv. Das zweite Tor ist 180 Meter vom ersten entfernt und das dritte, das bis 1889 bestand, ist 450 Meter weiter entfernt.

## Audiovisuelle Show

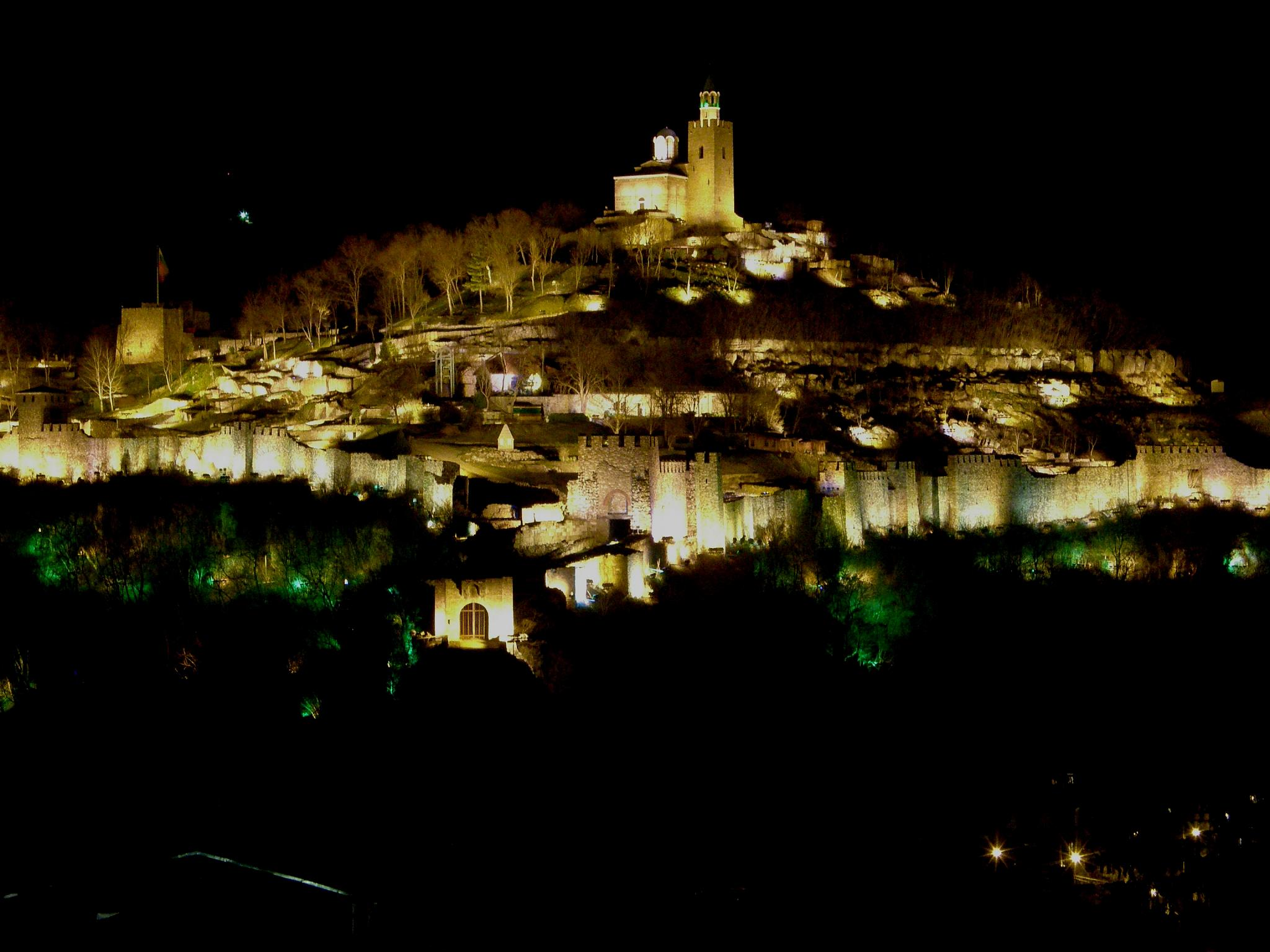
Ton- und Lichtshow auf der Festung

Die Ton- und Lichtshow (Звук и светлина, Zvuk i svetlina) ist eine nachts stattfindende Performance auf der Festung, wo die tragische Geschichte des Zweiten Bulgarischen Königreichs (1185–1393) mit Musik, bunten Lichtern, Lasern und Kirchenglocken in einem zusammengefasst sind. Die Uraufführung dieser fand 1985 zu Ehren des 800. Jahrestages des Assen-Aufstands statt. Hunderte farbige Lichter und drei Laserstrahlen repräsentieren Momente aus der bulgarischen Geschichte, den Kämpfen gegen die osmanischen Horden, den Jahren der osmanischen Herrschaft, der Renaissance, der revolutionären Bewegung und der Befreiung Bulgariens.
Die audiovisuelle Performance wurde von einem bulgarisch-tschechoslowakischen Team erstellt. Der beste Ort um dieser Performance zuzusehen, ist der Zar-Asen-I-Platz am Haupteingang von Zarewet, sowie der Panoramastandort in der Nähe der Geburtskathedrale.

## Bilder

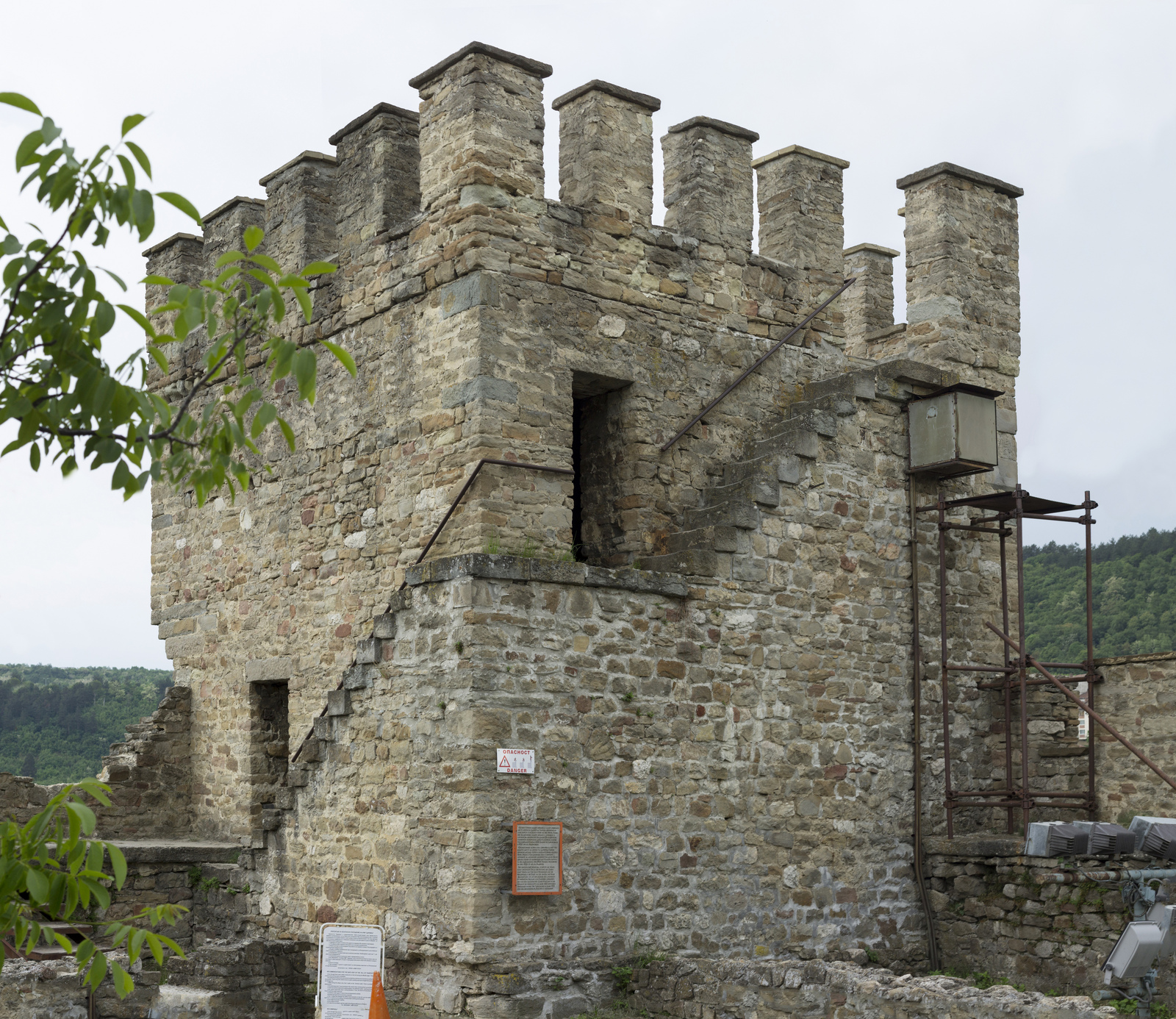
Balduins Turm
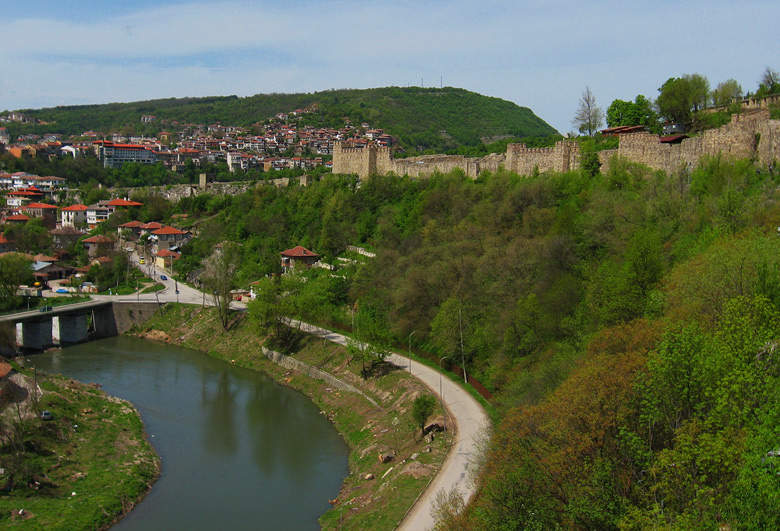
Überblick
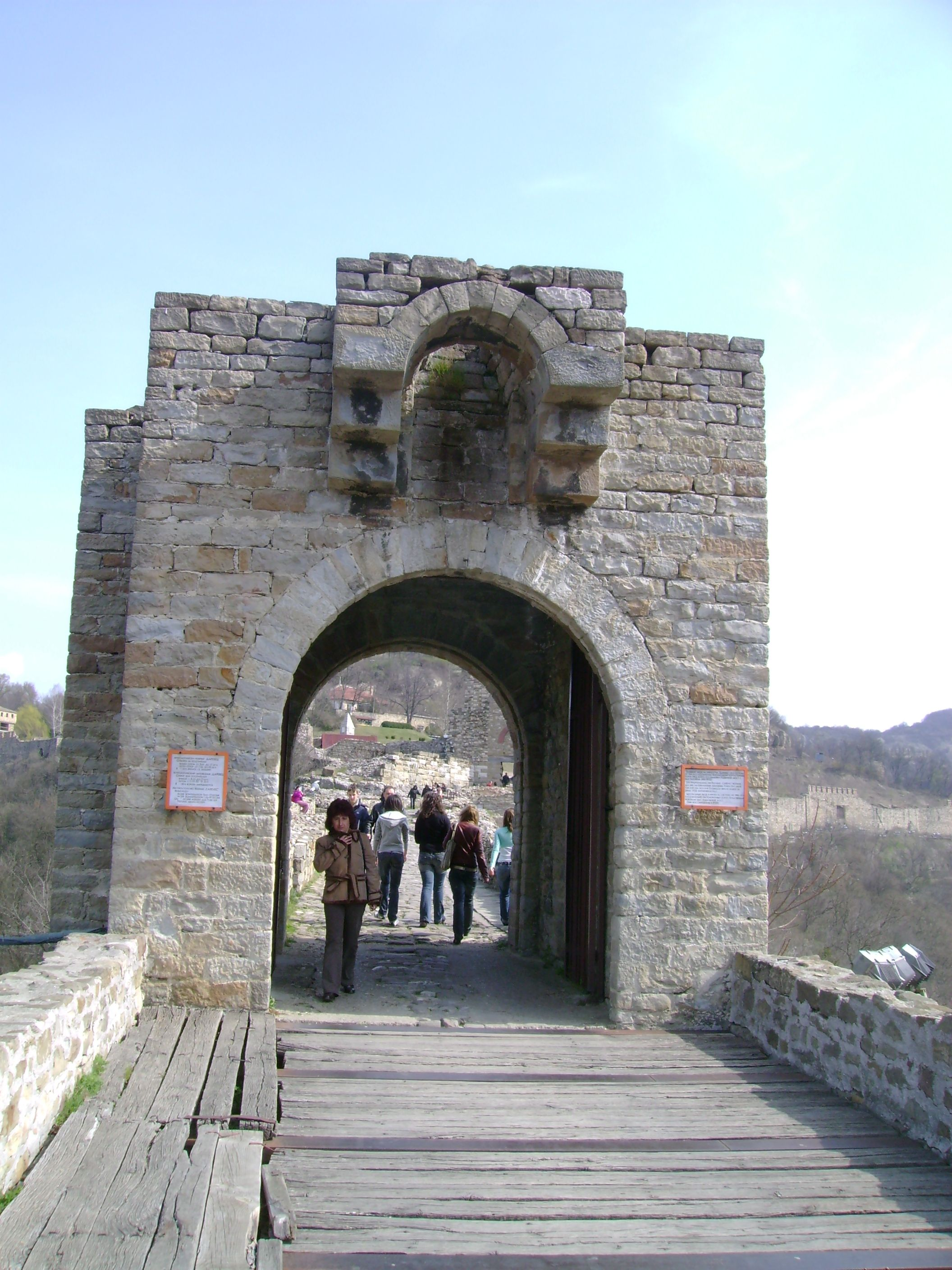
Tor